# Erastria perolivata
Erastria perolivata är en fjärilsart som beskrevs av George Duryea Hulst 1896. Erastria perolivata ingår i släktet Erastria och familjen mätare. Inga underarter finns listade i Catalogue of Life.